# أبتازابين
أبتازابين (بالإنجليزية: Aptazapine)‏ ويعرف بالاسم التجاري أبتازابين (بالإنجليزية: Aptazapine)‏ هو دواء لعلاج الاكتئاب. 